# 扬州市妇幼保健院
扬州市妇幼保健院（扬州市红十字医院），是中国江苏省的一所医院，为二级甲等医院，位于扬州市广陵区国庆路395号。

## 规模
扬州市妇幼保健院总床位200张，日门诊量305人次。